# Peter Palumbo, Baron Palumbo

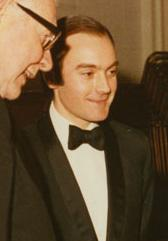
Peter Palumbo, 1974

Peter Garth Palumbo, Baron Palumbo (* 20. Juli 1935) ist ein britischer Bauträger, Kunstsammler und Architekturkenner sowie als Life Peer Mitglied des House of Lords.

## Leben

### Schulzeit
Palumbo ist der Sohn von Rudolph Palumbo und seiner Frau Elsie. Er ging auf die Scaitcliffe Grundschule in Surrey und dann aufs Eton College und Worcester College in Oxford, das er mit einem Master of Arts in Jura abschloss.

### Familie
Palumbo heiratete 1959 Denia Wigram und bekam mit ihr einen Sohn und zwei Töchter. Sie ließen sich 1977 scheiden. Nachdem Denia Wigram 1986 gestorben war, heiratete er Hayat Mroue, eine Tochter des libanesischen Zeitungsverlegers Kamel Mroue, mit der er einen Sohn und zwei Töchter bekam.
Seine Kinder aus erster Ehe entfremdeten sich in einem frühen Alter von ihrem Vater. Im Jahr 1994 startete sein Sohn Jamie Palumbo zusammen mit seiner Schwester Annabella Adams ein Gerichtsverfahren, in dem er behauptete, sein Vater habe die Stiftung für das Familienvermögen veruntreut, die von seinem Großvater Rudolph, einem erfolgreichen Bauträger, eingerichtet worden war. Im Jahr 1997 trat Peter Palumbo als Treuhänder zurück und neue Treuhänder wurden ernannt, um das Familienanvermögen zu verwalten. Im Jahr 2010 begann ein neues Verfahren im Zusammenhang mit einer anderen Familienstiftung, dieses Mal mit Annabella Adams und ihrer jüngeren Schwester Laura Tikoo.

### Kunst und Architektur
Im Jahr 1972 kaufte er das von Ludwig Mies van der Rohe entworfene Farnsworth House, für das Palumbo auch Möbel erwarb, die Mies van der Rohe gestaltete. Er erweiterte das Grundstück des Hauses durch den Kauf von angrenzenden Grundstücken und verpflichtete bekannte Bildhauer wie Anthony Caro und Richard Serra, Kunstwerke für das Gelände zu schaffen. Palumbo verkaufte das Grundstück 2003 an eine Gruppe von Mies van der Rohe-Enthusiasten. Palumbo besitzt auch Kentuck Knob, ein Privathaus von Frank Lloyd Wright in den Bergen östlich von Pittsburgh, Pennsylvania, und besaß eine Zeitlang Le Corbusiers Maisons Jaoul in Neuilly-sur-Seine bei Paris.
Palumbo war von 1978 bis 1985 ein Treuhänder der Tate Gallery und von 1986 bis 1987 Vorsitzender der Tate-Stiftung. Er diente früher als Treuhänder für die Whitechapel Art Gallery und ist ein Treuhänder des Natural History Museum und Vorsitzender des Kuratoriums der Serpentine Gallery. Margaret Thatcher ernannte ihn von 1988 bis 1993 zum Vorsitzenden des Arts Council of Great Britain.
Im Jahr 1994 ließ Palumbo das Mappin & Webb Gebäude in London abreißen und ließ an seiner Stelle No 1 Poultry errichten, das von Margaret Thatcher eröffnet wurde. Er war auch der ehemalige Kanzler der University of Portsmouth und der Vorsitzende der Freunde der Highgate Cemetery. Er war auch im Kuratorium von The Architecture Foundation. Palumbo ist der Vorsitzende der Jury des Pritzker-Architektur-Preises.
Palumbo leitete die Reparaturen der St. Stephen Walbrook Kirche in London, einem Gebäude von Sir Christopher Wren, das während der deutschen Luftangriffe im Zweiten Weltkrieg beschädigt worden war. Der Bildhauer Henry Moore wurde von Palumbo beauftragt, einen weißen Steinaltar für die Kirche herzustellen. Der ehemalige Rektor der St. Stephen Walbrook Kirche, Dr. Chad Varah, war auch der Kaplan der Familie.

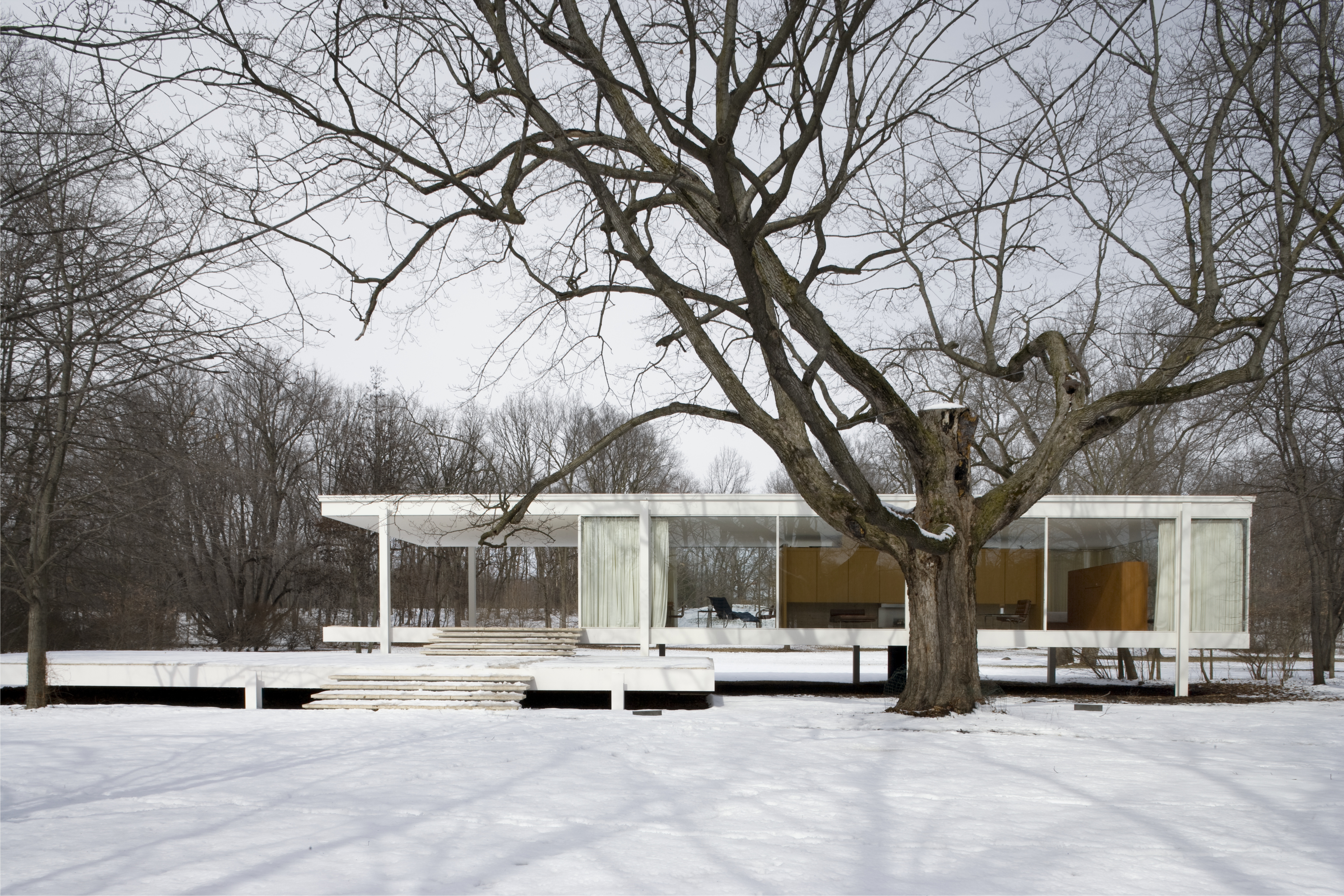
Farnsworth House
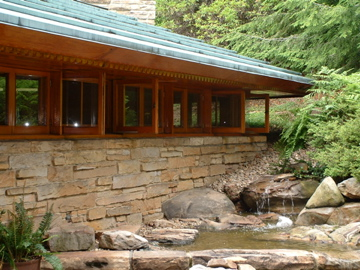
Kentuck Knob
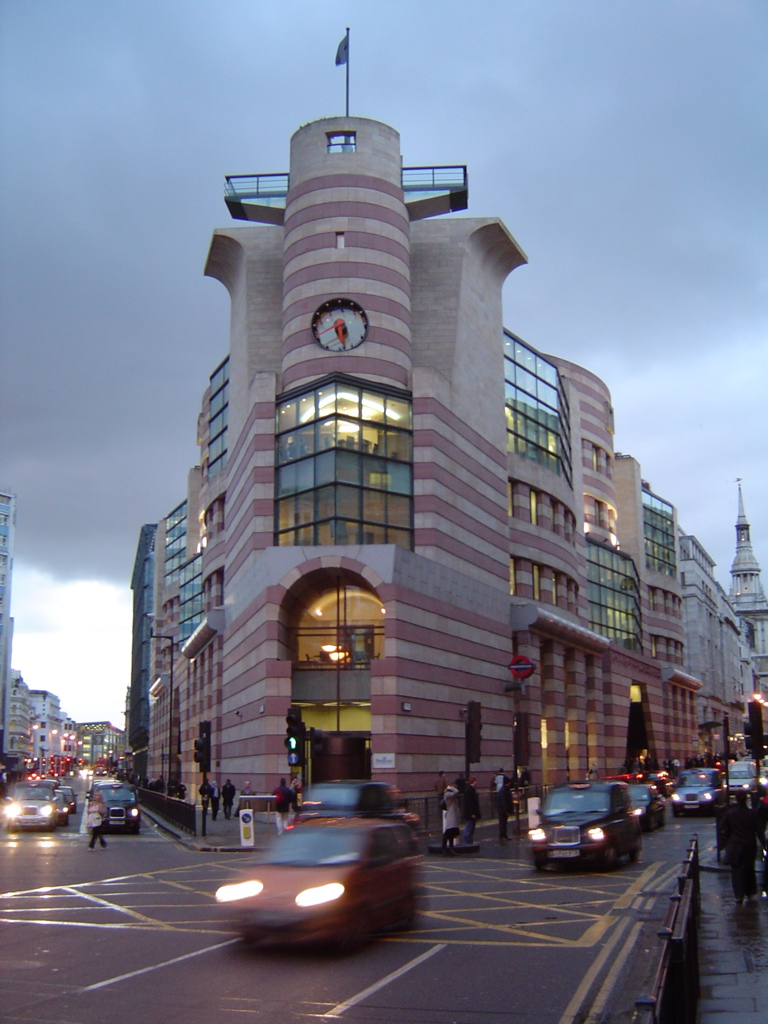
No 1 Poultry

### Politik
Königin Elisabeth II. erhob ihn am 4. Februar 1991 als Baron Palumbo, of Walbrook in der City of London, nach der Gegend um St. Stephen Walbrook zum Life Peer.

### Gesellschaftsleben
Palumbo war ein Poloteampartner von Prince Charles, und die beiden waren befreundet, bis Charles 1984 Palumbos Plan öffentlich kritisierte, einen unrealisierten Entwurf von Mies van der Rohe in der Nähe St Paul’s Cathedral zu bauen, den er als "einen Glasstumpen, der besser nach Chicago passen würde", bezeichnete. Außerdem ist er Patenonkel von Prince Andrews Tochter, Beatrice of York.